# Giulio Neri
Giulio Neri (Torrita di Siena, Toscana, 21 de maig, 1909 – Roma, Laci, 21 d'abril, 1958), va ser un cantant de la corda de baix italià. Giulio Neri, va començar a actuar de jove, distingint-se per la seva veu ja poderosa. El comte Enrico Galeotti Ottieri della Ciaja, després d'haver-lo sentit cantar a missa, va decidir pagar-li els estudis.
Després d'un any d'estudis a Roma amb el mestre Ferraresi, va guanyar un concurs d'òpera al Maggio Musicale Fiorentino i immediatament després d'una beca a l'escola de perfeccionament del "Teatro Reale dell'Opera". Va debutar el 1934 a Rigoletto a Pienza, al costat de Benvenuto Franci. El 1938 va debutar al "Teatro Reale dell'Opera" de Roma, convertint-se aviat en el seu primer baix.
Va cantar en nombrosos teatres italians i estrangers: al Liceu de Barcelona, al Covent Garden de Londres, a Suïssa, Portugal, Brasil. L'any 1945, juntament amb Beniamino Gigli, Maria Caniglia i Miriam Pirazzini, interpretà una històrica missa de Rèquiem de Giuseppe Verdi, dirigida pel mestre Tullio Serafin, al Belvedere de la Ciutat del Vaticà.
La seva veu molt fosca i tronadora, la d'un autèntic baix profund, li va permetre interpretar amb gran mestratge, fins i tot a l'escenari, molts papers de baix seriosos i dramàtics, empenyent-se amb facilitat cap als tons més greus de la vocalitzat masculina (do baix i fins i tot baix B).): a més dels seus papers preferits de Mefistòfeles i Moisès a Mosè in Egitto, Baldassarre a La favorita, el Gran Inquisidor a Don Carlo, Sparafucile a Rigoletto, Ramfis a Aïda, Oroveso a Norma. També va abordar Le Siège de Corinthe i Guillaume Tell de Rossini. També va actuar en papers brillants, com Don Basilio a El barber de Sevilla.

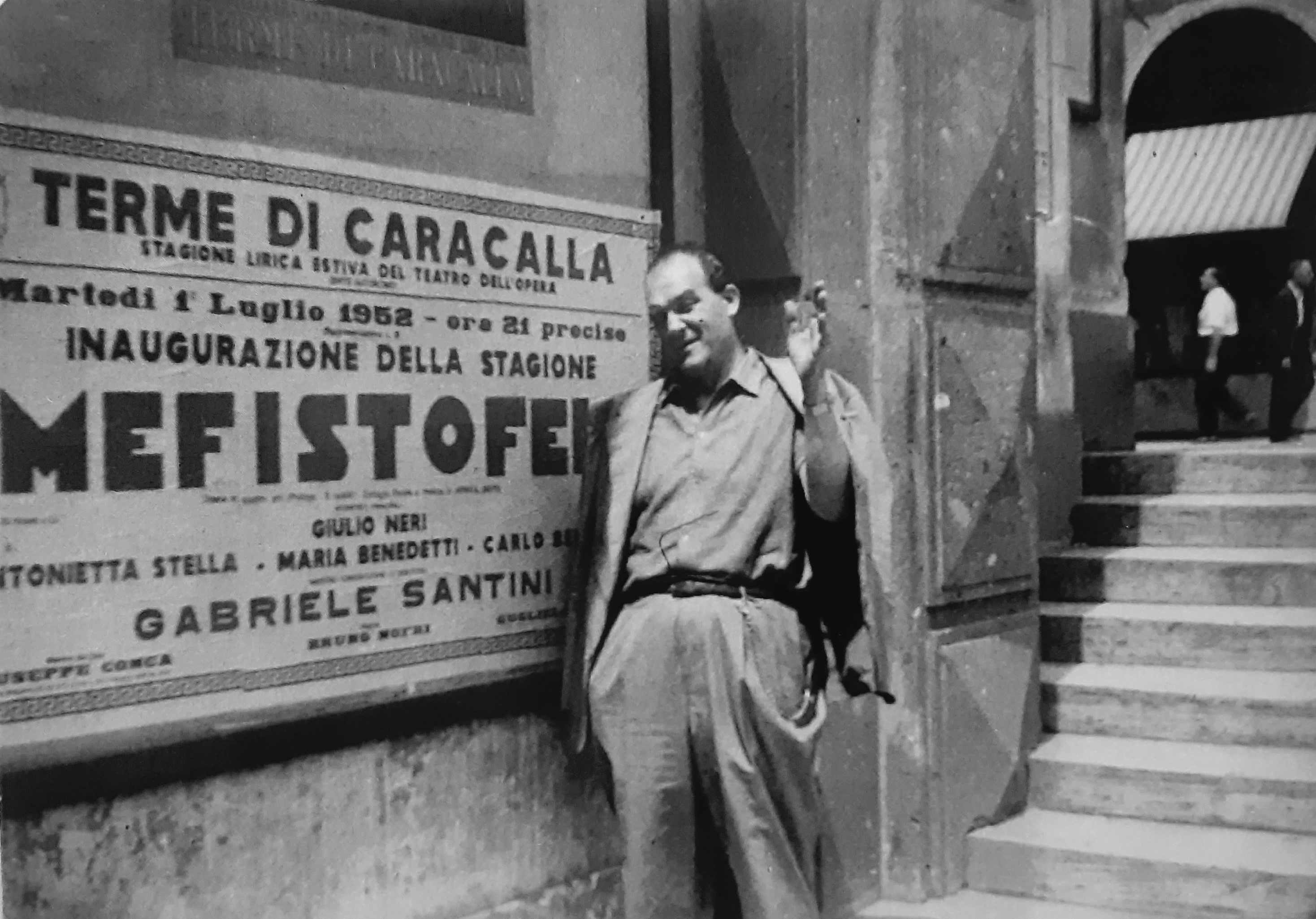
Giulio Neri davant d'un cartell de Mefistofele (Roma, Termes de Caracalla, 1952)

També va interpretar obres de Richard Wagner, Mússorgski, Lattuada (La tempesta), Ennio Porrino (Els Horacis), Spontini (La Vestale), Stravinski (Le Rossignol), Monteverdi (L'Orfeo), Berlioz, Alfano (Sakùntala), Gounod (Faust), Ponchielli (La Gioconda), Mascagni (Iris), Refice (Cecilia, Margherita da Cortona), Rocca (The Dibuk), Massenet (Manon), Borodin (Kniaz' Igor). Tenia una vuitantena de títols al seu repertori, entre òperes i oratoris sagrats.
Per al cinema va estar entre els intèrprets de diverses pel·lícules, entre elles Puccini de 1953 i Figaro, el barber de Sevilla de 1955 i va aparèixer a paper de si mateix a Mi permette, pabbo! el 1956. Va participar en la banda sonora dels films Aida (1953), Casta Diva i Casa Ricordi (1954).

## Repertori operístic
| Rol                        | Títol                          | Compositor          |
| -------------------------- | ------------------------------ | ------------------- |
| Kanva                      | Sakùntala                      | Franco Alfano       |
| Oroveso                    | Norma                          | Vincenzo Bellini    |
| Sir Giorgio                | I puritani                     | Bellini             |
| Brander                    | La damnation de Faust          | Berlioz             |
| Mefistofele                | Mefistofele                    | Arrigo Boito        |
| Končak                     | Kniaz' Igor                    | Aleksandr Borodín   |
| Marco                      | L'arlesiana                    | Cilea               |
| Raimondo                   | Lucia di Lammermoor            | Donizetti           |
| Baldassare                 | La favorita                    | Donizetti           |
| Don Giovanni da Silva      | Don Sebastiano                 | Donizetti           |
| Mefistofele                | Faust                          | Gounod              |
| Calibano                   | La tempesta                    | Lattuada            |
| Il Cieco                   | Iris                           | Mascagni            |
| Des Grieux                 | Manon                          | Massenet            |
| Caronte                    | L'Orfeo                        | Monteverdi          |
| Dositeo                    | Khovànsxina                    | Modest Mússorgski   |
| Alvise Badoero             | La Gioconda                    | Amilcare Ponchielli |
| Marco Orazio Marco Valerio | Gli Orazi                      | Porrino             |
| Colline                    | La bohème                      | Puccini             |
| Simone                     | Gianni Schicchi                | Puccini             |
| Timur                      | Turandot                       | Puccini             |
| Vescovo Urbano             | Cecilia                        | Refice              |
| Padre di Margherita        | Margherita da Cortona          | Refice              |
| Nissen                     | Il Dibuk                       | Rocca               |
| Don Basilio                | El barber de Sevilla           | Rossini             |
| Mosè                       | Mosè in Egitto                 | Rossini             |
| Maometto II                | Le Siège de Corinthe           | Rossini             |
| Gualtiero Fürst            | Guglielmo Tell                 | Rossini             |
| Abimelecco                 | Sansone e Dalila               | Saint-Saëns         |
| Sommo Sacerdote            | La Vestale                     | Spontini            |
| L'Imperatore               | L'usignolo                     | Igor Stravinski     |
| Conte di Walter            | Luisa Miller                   | Verdi               |
| Sparafucile                | Rigoletto                      | Verdi               |
| Ferrando                   | Il trovatore                   | Verdi               |
| Giovanni da Procida        | I vespri siciliani             | Verdi               |
| Jacopo Fiesco              | Simon Boccanegra               | Verdi               |
| Samuel                     | Un ballo in maschera           | Verdi               |
| Frate guardiano            | La forza del destino           | Verdi               |
| Grande Inquisitore         | Don Carlo                      | Verdi               |
| Ramfis                     | Aïda                           | Verdi               |
| Pistola                    | Falstaff                       | Verdi               |
| Re Enrico                  | Lohengrin                      | Wagner              |
| Fafner                     | L'or del Rin                   | Wagner              |
| Hunding Wotan              | Die Walküre                    | Wagner              |
| Re Marke                   | Tristan und Isolde             | Wagner              |
| Hans Sachs                 | Die Meistersinger von Nürnberg | Wagner              |
| Hagen                      | Götterdämmerung                | Wagner              |
| Gurnemanz                  | Parsifal                       | Wagner              |

## Gravats en estudis
- Rigoletto (film) - Tito Gobbi, Marcella Govoni (veu Lina Pagliughi), Mario Filippeschi, Giulio Neri - Dir. Tullio Serafin-direcció Carmine Gallone - 1946 Première Opera/Bongiovanni (solo audio)
- La forza del destino (film) - Caterina Mancini, Galliano Masini, Tito Gobbi, Giulio Neri, Cloe Elmo - direcció Gabriele Santini-regia Carmine Gallone - 1949 BCS
- Aïda - Caterina Mancini, Mario Filippeschi, Giulietta Simionato, Rolando Panerai, Giulio Neri - direcció Vittorio Gui - 1951 Cetra
- Don Carlo - Mirto Picchi, Nicola Rossi-Lemeni, Maria Caniglia, Paolo Silveri, Ebe Stignani, Giulio Neri - direcció Fernando Previtali - 1951 Cetra
- La Gioconda - Maria Callas, Gianni Poggi, Paolo Silveri, Fedora Barbieri, Giulio Neri - direcció Antonino Votto - 1952 Cetra
- Mefistofele - Giulio Neri, Gianni Poggi, Rosetta Noli, Simona Dall'Argine -  direccióFranco Capuana - 1952 Urania/ried. Preiser
- Mefistofele - Giulio Neri, Ferruccio Tagliavini, Marcella Pobbe, Ebe Ticozzi - direcció Angelo Questa - 1954 Cetra
- Rigoletto - Giuseppe Taddei, Lina Pagliughi, Ferruccio Tagliavini, Giulio Neri - direcció Angelo Questa - 1954 Cetra
- La favorita - Fedora Barbieri, Gianni Raimondi, Carlo Tagliabue, Giulio Neri - direcció Angelo Questa - 1954 Cetra
- Don Carlo (Inquisidor) - Mario Filippeschi, Boris Christoff, Antonietta Stella, Tito Gobbi, Elena Nicolai, Giulio Neri,- direcció Gabriele Santini - 1954 HMV
- Aïda - Maria Curtis Verna, Franco Corelli, Miriam Pirazzini, Giangiacomo Guelfi, Giulio Neri - direcció Angelo Questa - 1956 Cetra

## Edicions en directe
- La bohème - Renata Tebaldi, Giacomo Lauri Volpi, Tito Gobbi, Elisa Ribetti, Giulio Neri - Dir. Gabriele Santini - 1951 Nàpols - CLS/GOP
- La forza del destino (selez)  - Beniamino Gigli, Elisabetta Barbato, Enzo Mascherini, Giulio Neri - Dir. Antonino Votto - 1951 Rio de Janeiro - HRE/SRO
- Norma - Maria Pedrini, Ebe Stignani, Gino Penno, Giulio Neri - Dir. Francesco Molinari Pradelli - 1952 Nàpols - Melodrama/Gala
- Rigoletto - Giuseppe Taddei, Agnes Ayres, Giacinto Prandelli, Giulio Neri - Dir. Mario Rossi - Milà-RAI 1952 - Lyric Distribució
- Aida - Renata Tebaldi, Gino Penno, Ebe Stignani, Ugo Savarese, Giulio Neri, Dir. Tullio Serafin - Nàpols 1953 ed. Edizione Lirica/Lyric Distribució
- La bohème - Renata Tebaldi, Gianni Poggi, Manuel Ausensi, Ornella Rovero, Giulio Neri - Dir. Ugo Rapalo - Barcelona 1954 - Premiere Opera
- Don Sebastiano - Gianni Poggi, Enzo Mascherini, Giulio Neri, Dino Dondi, Fedora Barbieri - Dir. Carlo Maria Giulini - 1955 Florència - Cetra/MRF/Walhall
- I vespri siciliani - Anna De Cavalieri, Mario Filippeschi, Giangiacomo Guelfi, Giulio Neri, dir. Tullio Serafin - 1955 Nàpols - Bongiovanni
- La forza del destino - Renata Tebaldi, Giuseppe Di Stefano, Giangiacomo Guelfi, Giulio Neri - Dir. Gabriele Santini - 1956 Florència - Paragon /Myto
- Iris - Magda Olivero, Salvatore Puma, Giulio Neri, dir. Angelo Questa - 1956 RAI - Cetra
- Norma - Anita Cerquetti, Miriam Pirazzini, Franco Corelli, Giulio Neri - Dir. Gabriele Santini - 1958 Roma - Myto/Living Stage